# Taça de Portugal 2013/14
Die Taça de Portugal 2013/14 war die 74. Austragung des portugiesischen Pokalwettbewerbs. Er wurde vom portugiesischen Fußballverband ausgetragen. Pokalsieger wurde Benfica Lissabon, das sich im Finale gegen Rio Ave FC durchsetzte. Benfica nahm als Double-Sieger an der UEFA Champions League 2014/15 teil, der unterlegene Finalist war für den UEFA Europa League 2014/15 qualifiziert.
Das Halbfinale wurden in Hin- und Rückspiel ausgetragen. Alle anderen Begegnungen wurden in einem Spiel entschieden. Bei unentschiedenem Ausgang wurde das Spiel um zweimal 15 Minuten verlängert, und wenn nötig im anschließenden Elfmeterschießen entschieden.

## Teilnehmende Teams
| Primeira Liga (16) | Primeira Liga (16) | Liga2 Cabovisão (17) | Liga2 Cabovisão (17) |
| --- | --- | --- | --- |
| - Académica de Coimbra - FC Arouca - Belenenses Lissabon - Benfica Lissabon - Sporting Braga - GD Estoril Praia - Nacional Funchal - Marítimo Funchal | - Gil Vicente FC - SC Olhanense - FC Paços de Ferreira - FC Porto - Rio Ave FC - Sporting Lissabon - Vitória Guimarães - Vitória Setúbal | - Académico de Viseu FC - Atlético CP - SC Beira-Mar - GD Chaves - SC Covilhã - Desportivo Aves - SC Farense - CD Feirense - Leixões SC | - Moreirense FC - UD Oliveirense - FC Penafiel - Portimonense SC - CD Santa Clara - CD Trofense - CD Tondela - União Madeira |
| Campeonato Nacional de Seniore (79) | | | |
| - GD Águias Moradal - AC Alcanenense - CD Almodôvar - Amarante FC - Anadia FC - FC Barreirense - Boavista Porto - CF Benfica - Benfica e Castelo Branco - GD Bragança - SC Bustelo * - Caldas SC * - AD Camacha - CD Carapinheirense * - AD Carregado - Casa Pia AC - FC Cesarense - CD Cinfães * - SC Coimbrões - SU 1º Dezembro | - O Elvas CAD - CF Esperança Lagos * - SC Espinho - CD Estarreja - AD Fafe * - FC Famalicão * - CD Fátima - FC Felgueiras 1932 * - FC Ferreiras - SC Freamunde - Gondomar SC * - AD Grijó - SC Ideal * - GD Joane - AD Limianos * - FC Lixa - Louletano DC * - GS Loures * - SC Lourinhanense - Lusitânia Lourosa | - Lusitano FC Vildemoinhos * - CD Mafra - AD Manteigas - SC Mirandela * - Moura AC - Naval 1º de Maio - AD Ninense - AD Nogueirense - AD Oliveirense - CD Operário - Clube Oriental de Lisboa - FC Pampilhosa - Juventude Pedras Salgadas * - FC Perafita - CD Cova da Piedade * - CD Pinhalnovense - AD Portomosense - SC Praiense * - CDR Quarteirense - Atlético Riachense * | - GD Ribeirão - SC Salgueiros - Santa Maria FC - SC São João de Ver - Sertanense FC - GD Sourense * - Sport União Sintrense - FC Tirsense - SC União Torreense - GD Tourizense - União Leiria - União Sousense - União de Montemor * - SC Valenciano - Varzim SC - SC Vianense - Vila Flor SC - Vilaverdense FC * - FC Vizela |
| Distrikte (44) | | | |
| - SC Alba * - SC Mineiro Aljustrelense - CD Amiense - Amora FC - CC Ansião - ACR Atalaia do Campo - AA Avanca - GD Fabril do Barreiro - FC Castrense - AD Castro Daire - CD Cerveira * | - Juventude Évora * - GDR Gafetense - Recreativo Grandolense * - GD Igreja Nova * - Aliados FC Lordelo - AD Lousada - Lusitano VRSA * - SC Maria da Fonte - FC Marinhas - AC Marinhense * - Merelinense FC | - Oliveira do Bairro SC - FC Oliveira Hospital - GDC Oriolenses * - FC Pedras Rubras * - CA Pêro Pinheiro - Piense SC * - Atlético Reguengos - Desportivo Ronfe * - SG Sacavenense - UD Sampedrense - AD Sanjoanense | - CCD Santa Eulália - Santiago FC - Vitória Sernache * - GD Torre Moncorvo - CD Torres Novas - União Eirense * - União Nogueirense - Vieira SC - CCDR Vila Cortêz Mondego - AC Vila Meã - SC Vila Pouca |

## 1. Runde
Teilnehmer waren 79 Vereine aus der drittklassigen Campeonato Nacional de Seniore und 44 Vereine der Distriktverbände. Davon erhielten insgesamt 35 Vereine ein Freilos. Reservemannschaften von Profiklubs waren nicht teilnahmeberechtigt.
| Datum      |                          | Ergebnis              |                       |
| ---------- | ------------------------ | --------------------- | --------------------- |
| 31.08.2013 | Santiago FC              | 0:1                   | CD Estarreja          |
| 01.09.2013 | CD Operário              | 1:1 n. V. (4:3 i. E.) | SC Salgueiros         |
| 01.09.2013 | Atlético Reguengos       | 0:1                   | Varzim SC             |
| 01.09.2013 | CD Pinhalnovense         | 1:1 n. V. (4:1 i. E.) | SC Coimbrões          |
| 01.09.2013 | FC Marinhas              | 03:0 1                | Naval 1º de Maio      |
| 01.09.2013 | SC São João de Ver       | 3:2                   | FC Ferreiras          |
| 01.09.2013 | GD Torre Moncorvo        | 1:2                   | FC Perafita           |
| 01.09.2013 | SC Mineiro Aljustrelense | 2:2 n. V. (2:0 i. E.) | Casa Pia AC           |
| 01.09.2013 | AD Camacha               | 5:0                   | CC Ansião             |
| 01.09.2013 | Amarante FC              | 1:3                   | SC Freamunde          |
| 01.09.2013 | União Leiria             | 2:1 n. V.             | SC União Torreense    |
| 01.09.2013 | GD Águias Moradal        | 0:2                   | SC Espinho            |
| 01.09.2013 | FC Lixa                  | 1:2                   | GD Tourizense         |
| 01.09.2013 | CD Amiense               | 0:4                   | FC Tirsense           |
| 01.09.2013 | CF Benfica               | 1:0                   | FC Oliveira Hospital  |
| 01.09.2013 | Aliados FC Lordelo       | 3:2                   | AD Manteigas          |
| 01.09.2013 | CDR Quarteirense         | 1:2                   | Amora FC              |
| 01.09.2013 | Clube Oriental de Lisboa | 7:0                   | União Nogueirense     |
| 01.09.2013 | SG Sacavenense           | 3:0                   | UD Sampedrense        |
| 01.09.2013 | GDR Gafetense            | 2:1                   | SC Vianense           |
| 01.09.2013 | Anadia FC                | 0:1 n. V.             | Sertanense FC         |
| 01.09.2013 | AD Grijó                 | 2:2 n. V. (5:4 i. E.) | AD Lousada            |
| 01.09.2013 | Benfica e Castelo Branco | 2:0 n. V.             | AD Carregado          |
| 01.09.2013 | CA Pêro Pinheiro         | 1:1 n. V. (4:5 i. E.) | CD Torres Novas       |
| 01.09.2013 | ACR Atalaia do Campo     | 0:7                   | AC Alcanenense        |
| 01.09.2013 | SC Valenciano            | 3:4                   | FC Cesarense          |
| 01.09.2013 | Vieira SC                | 0:3                   | AD Nogueirense        |
| 01.09.2013 | Sport União Sintrense    | 1:2                   | CD Mafra              |
| 01.09.2013 | União Sousense           | 2:1                   | Moura AC              |
| 01.09.2013 | Oliveira do Bairro SC    | 0:2                   | GD Fabril do Barreiro |
| 01.09.2013 | CD Fátima                | 2:0                   | AD Castro Daire       |
| 01.09.2013 | CCD Santa Eulália        | 2:1 n. V.             | AD Portomosense       |
| 01.09.2013 | O Elvas CAD              | 1:2 n. V.             | FC Barreirense        |
| 01.09.2013 | Vila Flor SC             | 0:0 n. V. (0:3 i. E.) | Merelinense FC        |
| 01.09.2013 | GD Ribeirão              | 6:0                   | AD Sanjoanense        |
| 01.09.2013 | CD Almodôvar             | 0:1 n. V.             | AD Ninense            |
| 01.09.2013 | CCDR Vila Cortêz Mondego | 2:4                   | FC Castrense          |
| 01.09.2013 | GD Bragança              | 0:1                   | AA Avanca             |
| 01.09.2013 | AD Oliveirense           | 3:2 n. V.             | AC Vila Meã           |
| 01.09.2013 | SC Lourinhanense         | 0:1                   | Lusitânia Lourosa     |
| 01.09.2013 | FC Vizela                | 2:0                   | FC Pampilhosa         |
| 01.09.2013 | Boavista Porto           | 1:0 n. V.             | SU 1º Dezembro        |
| 01.09.2013 | GD Joane                 | 0:1                   | SC Maria da Fonte     |
| 01.09.2013 | SC Vila Pouca            | 0:1                   | Santa Maria FC        |

## 2. Runde
Zu den 79 qualifizierten Teams aus der 1. Runde kamen die 17 Vereine aus der Liga2 Cabovisão. Reservemannschaften von Profiklubs waren nicht teilnahmeberechtigt.
| Datum      |                          | Ergebnis              |                           |
| ---------- | ------------------------ | --------------------- | ------------------------- |
| 21.09.2013 | Louletano DC             | 2:0                   | SC Praiense               |
| 21.09.2013 | Clube Oriental de Lisboa | 1:0                   | Aliados FC Lordelo        |
| 21.09.2013 | Moreirense FC            | 9:0                   | Merelinense FC            |
| 21.09.2013 | CD Feirense              | 2:1                   | União Sousense            |
| 22.09.2013 | AD Fafe                  | 2:1                   | FC Perafita               |
| 22.09.2013 | SC Freamunde             | 4:0                   | Desportivo Ronfe          |
| 22.09.2013 | AD Oliveirense           | 1:0                   | FC Vizela                 |
| 22.09.2013 | Piense SC                | 2:2 n. V. (4:3 i. E.) | Vitória Sernache          |
| 22.09.2013 | GD Fabril do Barreiro    | 0:2                   | CD Operário               |
| 22.09.2013 | SC Farense               | 2:2 n. V. (7:6 i. E.) | Lusitânia Lourosa         |
| 22.09.2013 | Leixões SC               | 2:0                   | SG Sacavenense            |
| 22.09.2013 | FC Castrense             | 2:3                   | AD Camacha                |
| 22.09.2013 | CD Mafra                 | 3:0                   | GDC Oriolenses            |
| 22.09.2013 | GDR Gafetense            | 1:1 n. V. (4:1 i. E.) | GD Sourense               |
| 22.09.2013 | Boavista Porto           | 1:2                   | Portimonense SC           |
| 22.09.2013 | Gondomar SC              | 1:2                   | Desportivo Aves           |
| 22.09.2013 | SC São João de Ver       | 5:0                   | Lusitano VRSA             |
| 22.09.2013 | CD Cerveira              | 1:3                   | CD Cova da Piedade        |
| 22.09.2013 | Sertanense FC            | 4:2                   | Amora FC                  |
| 22.09.2013 | CD Trofense              | 3:0                   | Juventude Pedras Salgadas |
| 22.09.2013 | FC Penafiel              | 2:1                   | FC Tirsense               |
| 22.09.2013 | FC Famalicão             | 3:0                   | União Eirense             |
| 22.09.2013 | SC Mineiro Aljustrelense | 3:1                   | GD Igreja Nova            |
| 22.09.2013 | GD Chaves                | 8:0                   | AA Avanca                 |
| 22.09.2013 | AC Alcanenense           | 3:1                   | FC Barreirense            |
| 22.09.2013 | Varzim SC                | 3:0                   | SC Espinho                |
| 22.09.2013 | Lusitano FC Vildemoinhos | 2:1                   | CF Benfica                |
| 22.09.2013 | CF Esperança Lagos       | 1:0                   | FC Pedras Rubras          |
| 22.09.2013 | UD Oliveirense           | 2:1                   | AD Limianos               |
| 22.09.2013 | Vilaverdense FC          | 1:0                   | Atlético Riachense        |
| 22.09.2013 | CD Fátima                | 2:1 n. V.             | SC Ideal                  |
| 22.09.2013 | SC Beira-Mar             | 4:1                   | AD Grijó                  |
| 22.09.2013 | CCD Santa Eulália        | 2:1                   | AD Ninense                |
| 22.09.2013 | FC Felgueiras 1932       | 2:0                   | SC Bustelo                |
| 22.09.2013 | SC Maria da Fonte        | 2:3 n. V.             | Recreativo Grandolense    |
| 22.09.2013 | União Leiria             | 3:1                   | FC Marinhas               |
| 22.09.2013 | SC Covilhã               | 3:1                   | GD Tourizense             |
| 22.09.2013 | Atlético CP              | 1:0 n. V.             | SC Mirandela              |
| 22.09.2013 | SC Alba                  | 2:1                   | União de Montemor         |
| 22.09.2013 | GS Loures                | 5:0                   | CD Carapinheirense        |
| 22.09.2013 | CD Tondela               | 5:1                   | CD Torres Novas           |
| 22.09.2013 | Santa Maria FC           | 4:1                   | FC Cesarense              |
| 22.09.2013 | AC Marinhense            | 0:6                   | Caldas SC                 |
| 22.09.2013 | GD Ribeirão              | 4:0                   | Juventude Évora           |
| 22.09.2013 | CD Estarreja             | 1:5                   | CD Cinfães                |
| 22.09.2013 | Benfica e Castelo Branco | 2:1                   | União Madeira             |
| 22.09.2013 | CD Pinhalnovense         | 0:1                   | CD Santa Clara            |
| 22.09.2013 | Académico de Viseu FC    | 2:1                   | AD Nogueirense            |

## 3. Runde
Zu den 48 qualifizierten Teams aus der 2. Runde kamen die 16 Vereine der Primera Liga hinzu.
| Datum      |                          | Ergebnis              |                        |
| ---------- | ------------------------ | --------------------- | ---------------------- |
| 19.10.2013 | CD Mafra                 | 0:1                   | SC Beira-Mar           |
| 19.10.2013 | CD Cinfães               | 0:1                   | Benfica Lissabon       |
| 19.10.2013 | UD Oliveirense           | 1:3                   | FC Paços de Ferreira   |
| 19.10.2013 | CD Fátima                | 0:3                   | Vitória Guimarães      |
| 19.10.2013 | Leixões SC               | 1:0                   | FC Felgueiras 1932     |
| 19.10.2013 | SC Mineiro Aljustrelense | 0:1                   | Desportivo Aves        |
| 19.10.2013 | SC Covilhã               | 2:1                   | CD Santa Clara         |
| 19.10.2013 | FC Penafiel              | 4:2                   | CD Operário            |
| 19.10.2013 | GDR Gafetense            | 0:2                   | Sporting Braga         |
| 19.10.2013 | Moreirense FC            | 0:2                   | GD Estoril Praia       |
| 19.10.2013 | FC Porto                 | 1:0                   | CD Trofense            |
| 20.10.2013 | Lusitano FC Vildemoinhos | 1:2                   | SC Olhanense           |
| 20.10.2013 | AD Fafe                  | 6:0                   | Piense SC              |
| 20.10.2013 | GD Ribeirão              | 2:0                   | SC São João de Ver     |
| 20.10.2013 | Santa Maria FC           | 1:0                   | Nacional Funchal       |
| 20.10.2013 | AD Camacha               | 2:1 n. V.             | Vilaverdense FC        |
| 20.10.2013 | Clube Oriental de Lisboa | 1:1 n. V. (3:5 i. E.) | Académico de Viseu FC  |
| 20.10.2013 | Benfica e Castelo Branco | 1:2                   | GD Chaves              |
| 20.10.2013 | Varzim SC                | 1:4                   | FC Arouca              |
| 20.10.2013 | Marítimo Funchal         | 3:1                   | SC Freamunde           |
| 20.10.2013 | CF Esperança Lagos       | 0:3                   | Rio Ave FC             |
| 20.10.2013 | Vitória Setúbal          | 3:1                   | AC Alcanenense         |
| 20.10.2013 | GS Loures                | 0:3                   | AD Oliveirense         |
| 20.10.2013 | Louletano DC             | 0:2                   | FC Famalicão           |
| 20.10.2013 | União Leiria             | 1:3 n. V.             | CD Tondela             |
| 20.10.2013 | Atlético CP              | 1:0                   | CCD Santa Eulália      |
| 20.10.2013 | Gil Vicente FC           | 5:0                   | Caldas SC              |
| 20.10.2013 | Sertanense FC            | 2:0                   | Recreativo Grandolense |
| 20.10.2013 | Belenenses Lissabon      | 2:2 n. V. (2:4 i. E.) | Académica de Coimbra   |
| 20.10.2013 | CD Feirense              | 2:2 n. V. (5:3 i. E.) | SC Farense             |
| 20.10.2013 | Portimonense SC          | 0:0 n. V. (3:5 i. E.) | CD Cova da Piedade     |
| 20.10.2013 | Sporting Lissabon        | 8:1                   | SC Alba                |

## 4. Runde
| Datum      |                      | Ergebnis              |                       |
| ---------- | -------------------- | --------------------- | --------------------- |
| 09.11.2013 | CD Cova da Piedade   | 0:0 n. V. (3:4 i. E.) | Gil Vicente FC        |
| 09.11.2013 | GD Ribeirão          | 0:2                   | FC Penafiel           |
| 09.11.2013 | FC Arouca            | 2:0                   | GD Chaves             |
| 09.11.2013 | Benfica Lissabon     | 4:3 n. V.             | Sporting Lissabon     |
| 10.11.2013 | AD Camacha           | 1:2 n. V.             | Atlético CP           |
| 10.11.2013 | Académica de Coimbra | 1:1 n. V. (4:3 i. E.) | Académico de Viseu FC |
| 10.11.2013 | Vitória Setúbal      | 2:1                   | Santa Maria FC        |
| 10.11.2013 | Rio Ave FC           | 4:2                   | Sertanense FC         |
| 10.11.2013 | Marítimo Funchal     | 3:0                   | AD Oliveirense        |
| 10.11.2013 | FC Famalicão         | 0:1 n. V.             | GD Estoril Praia      |
| 10.11.2013 | SC Olhanense         | 1:3                   | Sporting Braga        |
| 10.11.2013 | Vitória Guimarães    | 0:2                   | FC Porto              |
| 17.11.2013 | AD Fafe              | 1:2                   | Desportivo Aves       |
| 17.11.2013 | CD Tondela           | 0:1                   | FC Paços de Ferreira  |
| 04.12.2013 | SC Covilhã           | 1:2                   | Leixões SC            |
| 04.12.2013 | SC Beira-Mar         | 3:2                   | CD Feirense           |

## Achtelfinale
| Datum      |                      | Ergebnis |                      |
| ---------- | -------------------- | -------- | -------------------- |
| 04.01.2014 | Leixões SC           | 1:5      | GD Estoril Praia     |
| 04.01.2014 | Rio Ave FC           | 1:0      | Vitória Setúbal      |
| 04.01.2014 | FC Porto             | 6:0      | Atlético CP          |
| 04.01.2014 | Benfica Lissabon     | 5:0      | Gil Vicente FC       |
| 05.01.2014 | SC Beira-Mar         | 0:1      | Académica de Coimbra |
| 05.01.2014 | FC Paços de Ferreira | 1:2      | Desportivo Aves      |
| 05.01.2014 | Marítimo Funchal     | 2:3      | FC Penafiel          |
| 05.01.2014 | Sporting Braga       | 2:0      | FC Arouca            |

## Viertelfinale
| Datum      |                | Ergebnis  |                      |
| ---------- | -------------- | --------- | -------------------- |
| 05.02.2014 | FC Penafiel    | 0:1       | Benfica Lissabon     |
| 05.02.2014 | FC Porto       | 2:1       | GD Estoril Praia     |
| 06.02.2014 | Rio Ave FC     | 1:0       | Académica de Coimbra |
| 06.02.2014 | Sporting Braga | 3:1 n. V. | Desportivo Aves      |

## Halbfinale
| Datum                   |                | Gesamt |                  | Hinspiel | Rückspiel |
| ----------------------- | -------------- | ------ | ---------------- | -------- | --------- |
| 26.04.2014 / 16.04.2014 | Sporting Braga | 0:2    | Rio Ave FC       | 0:0      | 0:2       |
| 26.04.2014 / 16.04.2014 | FC Porto       | 2:3    | Benfica Lissabon | 1:0      | 1:3       |

## Finale
| Paarung          | Benfica Lissabon – Rio Ave FC |
| Ergebnis         | 1:0 (1:0) |
| Datum            | 18. Mai 2014 um 17:15 Uhr |
| Stadion          | Estádio Nacional, Oeiras |
| Zuschauer        | 37.150 |
| Schiedsrichter   | Carlos Xistra |
| Tore             | 1:0 Nicolás Gaitán (20.) |
| Benfica Lissabon | Jan Oblak, Maxi Pereira, Luisão , Ezequiel Garay, André Almeida – Eduardo Salvio, Rúben Amorim (55. André Gomes), Enzo Pérez, Nicolás Gaitán (87. Óscar Cardozo) – Lima, Rodrigo (66. Lazar Marković) Cheftrainer: Jorge Jesus               |
| Rio Ave FC       | Ederson – Lionn, Marcelo Ferreira, Alberto Rodríguez, Edimar Fraga – Tarantini , Filipe Augusto, Ukra, Rúben Ribeiro (78. Diego Lopes), Pedro Santos (80. Ahmed Hassan), Bruno Braga (89. André Vilas Boas) Cheftrainer: Nuno Espírito Santo |
| Gelbe Karten     | Lima – Rúben Ribeiro, Bruno Braga, Edimar Fraga |
| Platzverweise    | keine – Lionn (90.+4') |